# شهرستان ورملاند
استان ورملاند (به سوئدی: Värmlands län) یکی از استان‌های کشور سوئد است که در میانه غربی این کشور واقع شده است و با شهرستان‌های دالارنا، اوربرو، وسترا گوتلاند و کشور نروژ مرز مشترک دارد.
مرکز این شهرستان شهر کارلشته است.